# Manípulo (indumento)
Ornamento en forma de pañuelo o estola pequeña, usado en la misa romana sujeto al antebrazo izquierdo sobre la manga del alba. En principio, el manípulo sirvió como pañuelo de mano y de ceremonia, pero desde el siglo IX pasó a ser un puro ornamento de los ministros consagrados, que se lleva pendiente del brazo izquierdo. Su origen parece hallarse en los pañuelos de etiqueta que ostentaban los romanos en la mappa o pañuelo de ceremonia que llevaban los cónsules al presidir los juegos públicos para lanzarlo al medio como señal de su comienzo. 
Su adopción en la liturgia eucarística se remonta probablemente al siglo IV y ciertamente que figuraba desde el siglo VI en manos de los diáconos y desde el XV en las de sacerdotes y subdiáconos. De la forma de pañuelo más o menos cuadrado que tenía en sus comienzos pasó definitivamente a la de cinta o tira con apéndices en sus extremos desde el siglo XI y en varios modelos desde el siglo IX. La materia con que se confeccionaba este ornamento solía ser la misma que las de las estolas y casullas aunque podía servir otra y al haberse confeccionado antiguamente con tela de lino y lana, se le dio el nombre de pannum linóstinum, con que también fue conocido. Se adornó en la Edad Media con bordados y flecos terminando en ocasiones con campanillas al igual que la estola.
La reforma del rito romano impulsada por el Concilio Vaticano II quitó el manípulo de la lista de las vestimentas de los sacerdotes y los diáconos en la celebración de la eucaristía.<ref>[https://www.vatican.va/roman_curia/congregations/ccdds/documents/rc_con_ccdds_doc_20030317_ordinamento-messale_sp.html#Cap%C3%ADtulo_VI Instrucción General del Misal Romano, 335–347 (sección "Vestiduras sagradas").  
Los que con o sin la autorización de la Santa Sede y del obispo diocesano celebran la misa en la forma preconciliar están obligados a usar el manípulo.
El manípulo se usa en las procesiones del Sagrado Corazón en Chile, principalmente la celebrada en Santiago el último domingo de junio, en forma única y exclusiva.[cita requerida]